# 胡辛卡
49°49′33″N 37°25′53″E / 49.82583°N 37.43139°E
胡辛卡（烏克蘭語：Гусинка）是位於烏克蘭東部的村莊，由哈爾科夫州庫皮揚斯克區的金德拉希夫卡市鎮負責管轄。該村始建於1646年，面積1.88平方公里，海拔高度177米，2001年人口989。